# Skødshoved
Skødshoved är en udde i Danmark.   Den ligger i Syddjurs kommun i Region Mittjylland, i den centrala delen av landet, 150 km väster om Köpenhamn. Skødshoved är den västligaste punkten på halvön Mols.